# Màrius, Marta, Àudifaç i Àbac de Roma
Màrius, la seva esposa Marta i els fills d'ambdós Audifaç i Àbac (Roma o Pèrsia, segle iii - Roma, ca. 302) van ser un grup de cristians morts a Roma. Són venerats com a màrtirs i sants per l'Església catòlica.

## Història
Segons la passió llegendària del segle vi, eren perses i van anar a Roma per venerar les relíquies dels màrtirs. Alguns martirologis diuen que van anar-hi cap als anys 268-270, sota Claudi II el Gòtic, tot i que en aquell moment no hi havia persecucions contra els cristians. Altres fonts diuen que va ser al començament del segle iv, durant les persecucions de Dioclecià. Ja a Roma, juntament amb el prevere Joan, van donar sepultura a 260 màrtirs d'aquestes persecucions, vora la Via Salària. Per això, van ser arrestats i jutjats. El prefecte Flavià i el governador Marcià els van interrogar i els van convidar a abjurar del cristianisme, però no ho van fer, i els van condemnar a ser decapitats: els tres homes, a la Via Cornèlia, i Marta a un lloc diferent,in Nimpha.
La història podria correspondre a màrtirs existents realment, afegint-hi detalls ficticis com el fet que fossin perses o d'una mateixa família. Alguns estudiosos pensen que el grup de cristians podria procedir de la vil·la de Lorium, propera a Roma.

## Veneració
Els seus cossos els va recollir la matrona Felicitat i els sebollí a la seva finca agrícola de Buxus, actual Boccea. Al lloc del martiri s'aixecà una església que es va convertir en un lloc de pelegrinatge. Les relíquies es van portar a Roma, a les esglésies de Sant'Adriano i de Santa Prassede, i en 828, una part va ser enviada a Eginard, biògraf de Carlemany, que les donà al monestir de Seligenstadt.